# Константинов, Алексей Кириллович
Алексей Кириллович Константинов (7 ноября 1919 — 27 апреля 2008) — советский авиаконструктор, главный конструктор ОКБ-49. Лауреат Государственной премии СССР.

## Биография
Родился 7 ноября 1919 года.
После окончания средней школы поступил в Ташкентский институт инженеров железнодорожного транспорта, но после трёх курсов переходит в Воронежский авиационный институт, эвакуированный в Ташкент.
Успешно окончив институт, в начале 1945 года, по назначению Министерства, как молодой специалист, направлен на работу в Таганрог на п/я 19 (авиационный завод им. Г. Димитрова старшим технологом цеха. В 1946 г. переходит ОКБ морского самолетостроения (опытно-конструкторское бюро Таганрогского машиностроительного завода) на должность инженера-конструктора. Став ведущим конструктором по аэродинамике в отделе предварительного проектирования, а с 1961 г. начальником КБ предварительного проектирования, А.К. Константинов провел большой комплекс расчетных, конструкторских и исследовательских работ по различным вопросам проектирования самолетов.
Член КПСС с июня 1963 года. Неоднократно избирался членом пленумов Ростовского обкома и Таганрогского горкома КПС, депутатом Таганрогского городского совета народных депутатов, членом бюро парткома завода.
В 1967 году был назначен первым заместителем Главного конструктора, а в 1968 году утверждается в должности Главного конструктора и ответственного руководителя ОКБ-49 (после ухода в 1968 году Бериева Г. М. на пенсию по состоянию здоровья).
Когда в Таганроге был открыт филиал Московского авиационного института им. С. Орджоникидзе,  Константинов возглавил базовую кафедру "Проектирование и конструкция самолетов". Алексей Кириллович получил 14 авторских свидетельств на изобретение.
Руководил ТАНТК им. Г. М. Бериева до 1990 года. Под его руководством разрабатывался экспериментальный самолёт-амфибия вертикального взлёта и посадки ВВА-14 по проекту Р. Л. Бартини, а затем и экраноплан 14М1П. Проводились работы по созданию нескольких модификаций самолёта Ту-142. Константинов принимал также участие в создании гидросамолёта Бе-6, самолёта-амфибии Бе-8, реактивных летающих лодок Р-1 и Бе-10, самолёта-амфибии Бе-12, пассажирского самолёта Бе-30, реактивного самолёта-амфибии А-40 «Альбатрос».
В 1986 году взлетел самый большой в мире реактивный самолёт-амфибия А-40 «Альбатрос» с уникальными летно-техническими и мореходными характеристиками, на котором было установлено 140 мировых рекордов. В начале 1980-х годов на Таганрогском АНТК им. Г. М. Бериева на базе военно-транспортного Ил-76МД был разработан самолёт А-50. Также на базе Ил-76МД была созданы летающая лазерная лаборатория А-60.
C 1990 года А. К. Константинов — персональный пенсионер союзного значения.
Умер 27 апреля 2008 года. Похоронен в Таганроге на «Аллее Славы» Николаевского кладбища.

## Награды
- Орден Ленина (26.04.1971);
- Орден Трудового Красного Знамени (10.03.1981);
- Орден «Знак Почёта» (11.07.1967);
- Медали СССР;
  - Государственная премия СССР (5 ноября 1968 - за участие в создании самолёта-амфибии Бе-12);
  - Премия Правительства Российской Федерации в области науки и техники (11.01.1996 - за разработку и создание самолёта А-50);
  - Золотая медаль ВДНХ (1978);
  - Почётный авиастроитель СССР.